# B-Juniorinnen-Bundesliga 2015/16
Die Saison 2015/16 der B-Juniorinnen-Bundesliga war die vierte Spielzeit der B-Juniorinnen-Bundesliga. Die Saison begann am 12. September 2015. Gespielt wurde in drei Staffeln mit jeweils zehn Mannschaften. Am Saisonende spielen die drei Staffelsieger sowie der Zweite der Staffel Süd um die deutsche Meisterschaft. Die zwei letztplatzierten Mannschaften der drei Staffeln stiegen in die untergeordneten Ligen ab. Deutscher Meister wurde der 1. FFC Turbine Potsdam durch einen 4:2-Finalsieg über den FSV Gütersloh 2009.

## Staffel Nord/Nordost
Der amtierende deutsche Meister 1. FFC Turbine Potsdam sicherte sich zum vierten Mal in fünf Jahren die Staffelmeisterschaft. Titelverteidiger Werder Bremen wurde Fünfter. Die beiden Aufsteiger TSG Ahlten und Holstein Kiel mussten nach nur einem Jahr wieder absteigen. Die Kielerinnen blieben dabei ohne Punktgewinn.

### Tabelle
| Pl.               | Verein                      | Sp. | S  | U | N  | Tore    | Diff. | Punkte |
| ----------------- | --------------------------- | --- | -- | - | -- | ------- | ----- | ------ |
| 1.                | 1. FFC Turbine Potsdam (M)  | 18  | 14 | 1 | 3  | 082:150 | +67   | 43     |
| 2.                | FF USV Jena                 | 18  | 14 | 0 | 4  | 056:130 | +43   | 42     |
| 3.                | Magdeburger FFC             | 18  | 13 | 2 | 3  | 052:180 | +34   | 41     |
| 4.                | VfL Wolfsburg               | 18  | 13 | 1 | 4  | 066:180 | +48   | 40     |
| 5.                | Werder Bremen               | 18  | 10 | 1 | 7  | 044:200 | +24   | 31     |
| 6.                | SV Meppen                   | 18  | 9  | 2 | 7  | 041:220 | +19   | 29     |
| 7.                | 1. FC Union Berlin          | 18  | 6  | 0 | 12 | 026:570 | −31   | 18     |
| 8.                | 1. FC Neubrandenburg 04 (N) | 18  | 5  | 0 | 13 | 022:730 | −51   | 15     |
| 9.                | TSG Ahlten (N)              | 18  | 2  | 1 | 15 | 014:810 | −67   | 07     |
| 10.               | Holstein Kiel               | 18  | 0  | 0 | 18 | 007:930 | −86   | 0      |
| Stand: Saisonende |                             |     |    |   |    |         |       |        |

| (M) | Deutscher Meister der Vorsaison |
| (N) | Aufsteiger                      |

### Aufstiegsrunde Nord
Aus dem Bereich des Norddeutschen Fußballverbandes hatten nur der Hamburger SV aus Hamburg und der SV Henstedt-Ulzburg aus Schleswig-Holstein für die Bundesliga gemeldet. Die Mannschaften ermittelten in Hin- und Rückspiel einen Aufsteiger. Das Hinspiel fand am 11., das Rückspiel am 18. Juni 2016 statt. Der Hamburger SV setzte sich mit zusammengerechnet 6:2 Toren durch.
|              | Gesamt |                     | Hinspiel | Rückspiel |
| ------------ | ------ | ------------------- | -------- | --------- |
| Hamburger SV | 6:2    | SV Henstedt-Ulzburg | 4:2      | 2:0       |

### Aufstiegsrunde Nordost
An der Aufstiegsrunde nahmen der FFV Leipzig aus Sachsen und Hertha Zehlendorf aus Berlin teil. Brandenburg, Mecklenburg-Vorpommern, Sachsen-Anhalt und Thüringen meldeten keine Mannschaften. Die beiden Mannschaften ermittelten in Hin- und Rückspiel einen Aufsteiger. Das Hinspiel fand am 28. Mai, das Rückspiel am 4. Juni 2016 statt. Die Leipzigerinnen setzten sich durch und stiegen auf
|                   | Gesamt |             | Hinspiel | Rückspiel |
| ----------------- | ------ | ----------- | -------- | --------- |
| Hertha Zehlendorf | 1:2    | FFV Leipzig | 1:2      | 0:0       |

## Staffel West/Südwest
Der FSV Gütersloh 2009 konnte den Staffeltitel erfolgreich verteidigen. Es war die dritte Meisterschaft in vier Jahren. Die beiden Aufsteiger FC Iserlohn 46/49 und 1. FFC Montabaur steigen sofort wieder ab.

### Tabelle
| Pl.               | Verein                   | Sp. | S  | U | N  | Tore    | Diff. | Punkte |
| ----------------- | ------------------------ | --- | -- | - | -- | ------- | ----- | ------ |
| 1.                | FSV Gütersloh 2009       | 18  | 16 | 0 | 2  | 065:170 | +48   | 48     |
| 2.                | SGS Essen                | 18  | 13 | 2 | 3  | 050:200 | +30   | 41     |
| 3.                | 1. FC Köln               | 18  | 9  | 5 | 4  | 034:160 | +18   | 32     |
| 4.                | Bayer 04 Leverkusen      | 18  | 7  | 4 | 7  | 041:350 | +6    | 25     |
| 5.                | VfL Bochum               | 18  | 7  | 3 | 8  | 035:380 | −3    | 24     |
| 6.                | Borussia Mönchengladbach | 18  | 7  | 2 | 9  | 041:380 | +3    | 23     |
| 7.                | SC 13 Bad Neuenahr       | 18  | 7  | 2 | 9  | 026:270 | −1    | 23     |
| 8.                | 1. FC Saarbrücken        | 18  | 5  | 4 | 9  | 032:440 | −12   | 19     |
| 9.                | FC Iserlohn 46/49 (N)    | 18  | 5  | 0 | 13 | 017:370 | −20   | 15     |
| 10.               | 1. FFC Montabaur (N)     | 18  | 2  | 2 | 14 | 014:830 | −69   | 08     |
| Stand: Saisonende |                          |     |    |   |    |         |       |        |

## Staffel Süd
Erstmals sicherte sich die TSG 1899 Hoffenheim die Meisterschaft in der Staffel Süd. Titelverteidiger 1. FFC Frankfurt belegte Platz drei. Die Abstiegsplätze belegten der Aufsteiger FSV Hessen Wetzlar sowie der FFC Wacker München.

### Tabelle
| Pl.               | Verein                 | Sp. | S  | U | N  | Tore    | Diff. | Punkte |
| ----------------- | ---------------------- | --- | -- | - | -- | ------- | ----- | ------ |
| 1.                | TSG 1899 Hoffenheim    | 18  | 16 | 1 | 1  | 045:110 | +34   | 49     |
| 2.                | SC Freiburg            | 18  | 12 | 2 | 4  | 068:200 | +48   | 38     |
| 3.                | 1. FFC Frankfurt       | 18  | 9  | 4 | 5  | 040:200 | +20   | 31     |
| 4.                | 1. FC Nürnberg         | 18  | 9  | 4 | 5  | 035:170 | +18   | 31     |
| 5.                | FC Bayern München      | 18  | 7  | 7 | 4  | 032:160 | +16   | 28     |
| 6.                | SV Alberweiler         | 18  | 7  | 5 | 6  | 049:270 | +22   | 26     |
| 7.                | VfL Sindelfingen       | 18  | 6  | 3 | 9  | 024:400 | −16   | 21     |
| 8.                | SV 67 Weinberg (N)     | 18  | 6  | 2 | 10 | 021:540 | −33   | 20     |
| 9.                | FSV Hessen Wetzlar (N) | 18  | 1  | 5 | 12 | 015:520 | −37   | 08     |
| 10.               | FFC Wacker München     | 18  | 0  | 1 | 17 | 006:780 | −72   | 01     |
| Stand: Saisonende |                        |     |    |   |    |         |       |        |

### Aufstiegsrunde
An der Aufstiegsrunde nehmen die SpVgg Greuther Fürth aus Bayern, Eintracht Frankfurt aus Hessen und der TSV Crailsheim aus Baden-Württemberg teil. Gespielt wird am 28. Mai sowie am 4. und 11. Juni.
|                      | Ergebnis |                      |
| -------------------- | -------- | -------------------- |
| TSV Crailsheim       | 1:1      | Eintracht Frankfurt  |
| Eintracht Frankfurt  | 2:0      | SpVgg Greuther Fürth |
| SpVgg Greuther Fürth | 0:2      | TSV Crailsheim       |

| Pl. | Verein               | Sp. | S | U | N | Tore    | Diff. | Punkte |
| --- | -------------------- | --- | - | - | - | ------- | ----- | ------ |
| 1.  | TSV Crailsheim       | 2   | 1 | 1 | 0 | 003:100 | +2    | 04     |
| 1.  | Eintracht Frankfurt  | 2   | 1 | 1 | 0 | 003:100 | +2    | 04     |
| 3.  | SpVgg Greuther Fürth | 2   | 0 | 0 | 2 | 000:500 | −5    | 0      |

## Endrunde um die Deutsche B-Juniorinnen-Meisterschaft 2016
Folgende Mannschaften qualifizierten sich sportlich für die Endrundenspiele:
| - Meister der Staffel Nord/Nordost: 1. FFC Turbine Potsdam - Meister der Staffel West/Südwest: FSV Gütersloh 2009 | - Meister der Staffel Süd: TSG 1899 Hoffenheim - Vizemeister der Staffel Süd: SC Freiburg |

### Halbfinale
Gespielt wird am 4. und 11. Juni 2016.
|                        | Gesamt |                     | Hinspiel | Rückspiel |
| ---------------------- | ------ | ------------------- | -------- | --------- |
| 1. FFC Turbine Potsdam | 3:2    | TSG 1899 Hoffenheim | 2:2      | 1:0       |
| SC Freiburg            | 3:4    | FSV Gütersloh 2009  | 0:2      | 3:2       |

### Finale
Gespielt wurde am 18. Juni 2016. Spielort war das Waldstadion in Ludwigsfelde.
|                        | Ergebnis  |                    |
| ---------------------- | --------- | ------------------ |
| 1. FFC Turbine Potsdam | 4:2 (2:1) | FSV Gütersloh 2009 |